# Kyōka Okamura
Kyōka Okamura (jap. 岡村 恭香 Okamura Kyōka; ur. 6 października 1995 w Okayamie) – japońska tenisistka.

## Kariera tenisowa
W karierze zwyciężyła w trzech turniejach singlowych i jedenastu deblowy chrangi ITF. 17 lutego 2025 zajmowała najwyższe miejsce w rankingu singlowym WTA Tour – 178. pozycję, natomiast 21 października 2019 osiągnęła najwyższą pozycję w rankingu deblowym – 229. miejsce.

## Wygrane turnieje rangi ITF
| turnieje z pulą nagród 100 000 $ (W100) |
| turnieje z pulą nagród 80 000 $ (W80)   |
| turnieje z pulą nagród 60 000 $ (W75)   |
| turnieje z pulą nagród 40 000 $ (W50)   |
| turnieje z pulą nagród 25 000 $ (W35)   |
| turnieje z pulą nagród 15 000 $ (W15)   |

### Gra pojedyncza
|    | Data       | Turniej    | ($)    | Naw.      | Finalistka             | Wynik             |
| 1. | 22/05/2016 | Kurume     | 50 000 | trawiasta | Nigina Abduraimova     | 7:6(10), 1:6, 7:5 |
| 2. | 28/08/2022 | Goyang     | 25 000 | twarda    | Peangtarn Plipuech     | 1:6, 6:4, 6:3     |
| 3. | 05/01/2025 | Nonthaburi | 60 000 | twarda    | Kathinka von Deichmann | 7:5, 1:6, 7:5     |